# Сергійсола
Сергі́йсо́ла (рос. Сергейсола, марій. Сергесола) — присілок у складі Новотор'яльського району Марій Ел, Росія. Входить до складу Старотор'яльського сільського поселення.

## Населення
Населення — 31 особа (2010; 27 у 2002).
Національний склад (станом на 2002 рік):
- марійці — 100 %